# Dar El Beïda
Dar El Beïda (em árabe: الدار البيضاء) (anteriormente Maison-Blanche, durante a colonização francesa), é uma comuna localizada na província de Argel, no norte da Argélia. Sua população era de 80 033 habitantes, em 2008.